# Voalavo antsahabensis
Voalavo antsahabensis es una especie de roedor de la familia Nesomyidae. Fue descubierto después de años de estudios en el bosque Anjozorobe.

## Distribución geográfica
Se encuentra sólo en las selvas de las montañas de Anjozorobe en Madagascar .